# Site archéologique de Beli breg
Le site archéologique de Beli breg (en serbe cyrillique : Археолошко налазиште Бели брег ; en serbe latin : Arheološko nalazište Beli breg) est situé à Brestovik, en Serbie, sur le territoire de la ville de Belgrade et dans la municipalité de Grocka. Il remonte à l'Empire romain et au Moyen Âge. En raison de son importance, il figure sur la liste des sites archéologiques protégés de la république de Serbie et sur la liste des biens culturels de la ville de Belgrade.

## Présentation
Le site archéologique de Beli breg est situé sur le territoire du village de Brestovik, à 38 kilomètres à l'ouest de Belgrade, à droite de la route qui mène à la ville de Smederevo.
En 1948, lors de la reconstruction de la route, les vestiges d'une tombe en briques y ont été découverts datant du IIIe siècle ; à proximité, des objets datant des Xe et XIe siècles ont permis de conclure qu'une nécropole serbe existait également à cet emplacement. Aucune fouille archéologique systématique du site n'a été réalisée jusqu'à présent.